# Креєшть (Клуж)
Креєшть, Креєшті (рум. Crăești) — село у повіті Клуж в Румунії. Входить до складу комуни Петрештій-де-Жос.
Село розташоване на відстані 310 км на північний захід від Бухареста, 18 км на південь від Клуж-Напоки.

## Населення
За даними перепису населення 2002 року у селі проживали 234 особи. Рідною мовою 233 особи (99,6%) назвали румунську.
Національний склад населення села:
| Національність | Кількість осіб | Відсоток |
| -------------- | -------------- | -------- |
| румуни         | 222            | 94,9%    |
| цигани         | 11             | 4,7%     |